# Joaquín Álvarez (militar)
Coronel Joaquín Álvarez (1870 - 1941) fue un militar mexicano de filiación Villista que participó en la Revolución mexicana.
Nació en San Juan del Río, Durango, era primo hermano de Francisco Villa. En 1910 se incorporó al movimiento maderista. Con el tiempo llegó a ser comandante de la Brigada "Dorados de Francisco Villa". Se le comisionó la administración del Rancho La Boquilla en Durango, que convirtieron en Cuartel. De marzo a julio de 1916 permaneció escondido al lado de Francisco Villa cuando este fue herido en una pierna en el Batalla de Ciudad Guerrero, Chihuahua.
Avanzó junto con sus tropas a San Felipe, Chihuahua buscando un refugio para su primo, pero en ese lugar tuvo un combate sostenido contra las fuerzas del General Joaquín Amaro, donde murió. 